# Lena Gemzöe
Lena Henriette Gemzöe, född 8 september 1957, är en svensk socialantropolog och genusvetare. Det Gemzöe är främst känd för är den allomfattande boken Feminism som redogör för feministiska rörelser och teorier. Gemzöe doktorerade i socialantropologi och arbetar idag vid Institutionen för etnologi, religionshistoria och genusvetenskap vid Stockholms universitet.
För närvarande arbetar Gemzöe med ett forskningsprojekt som är ett samarbetsprojekt mellan tre parter - Nederländerna, Irland och Sverige - där alla sysslar med forskning kring nutida pilgrimsresande med det övergripande temat Gender, nation and religious diversity in force at European pilgrimage sites.